# Vårtkaktussläktet
Vårtkaktussläktet (Mammillaria) är ett suckulent växtsläkte inom familjen kaktusväxter. 
Hur många arter det finns inom detta släkte råder det delade meningar om. Vissa uppgifter säger 300, andra menar att det är ungefär 170 arter. Det är den mest spridda kaktusen i odling och näst opuntiasläktet det största kaktussläktet i världen. Arter inom vårtkaktussläktet har inga åsar, i stället är de täckta med små vårtor arrangerade i olika geometriska mönster. Kranskaktussläktet och sydkaktussläktet är andra kaktusar med samma uppbyggnad, men de är inte för närvarande besläktade.
På varje vårta sitter en areol, därifrån utgår olika många och långa taggar eller hår, beroende på art och sort. Blommorna kommer ofta i en ring runt toppen. Alla kaktusar inom vårtkaktussläktet blommar redan som unga. De flesta arterna är relativt korta, runt 20 centimeter. Den längsta arten lär vara M. poselgeri som kan bli upp till två meter hög men bara fyra centimeter i omkrets. Till de minsta hör M. saboae som bara blir tre centimeter hög, men lär ska ha bland de största blommorna - över fem centimeter. 
Det vetenskapliga namnet Mammillaria kommer från latinets Mamilla och betyder bröst, vårta. Dubbelskrivningen av m är ett skrivfel i latinet från medeltiden.

## Förekomst
Vårtkaktussläktet finns över stora områden. De flesta finns i Mexiko, tio arter finns i södra USA och någon ända upp i Kanada. En art finns i Peru och någon också utmed Venezuelas kust.

## Referenser

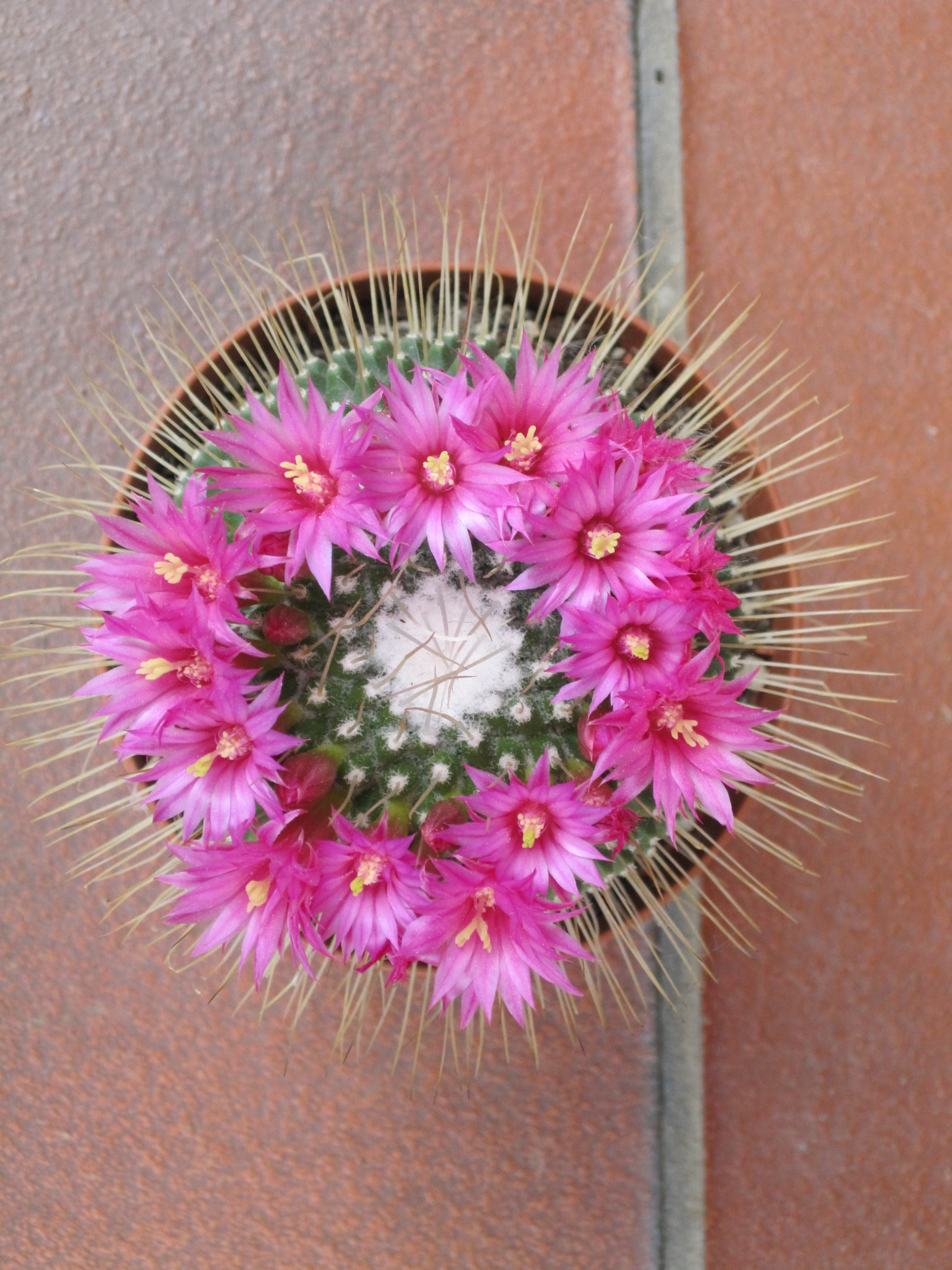
Mammillaria spinosissima cv.un pico
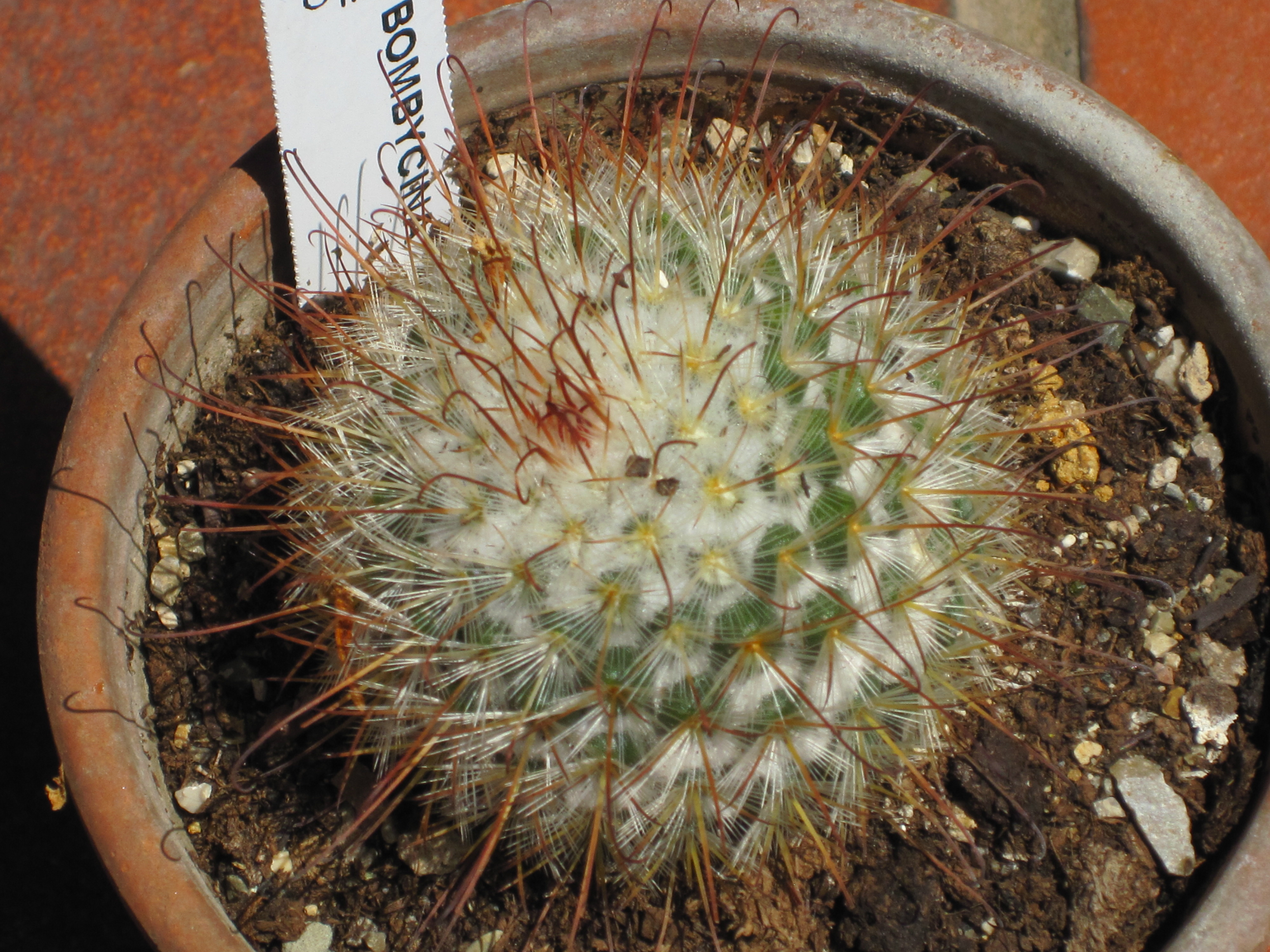
Mammillaria bombycina
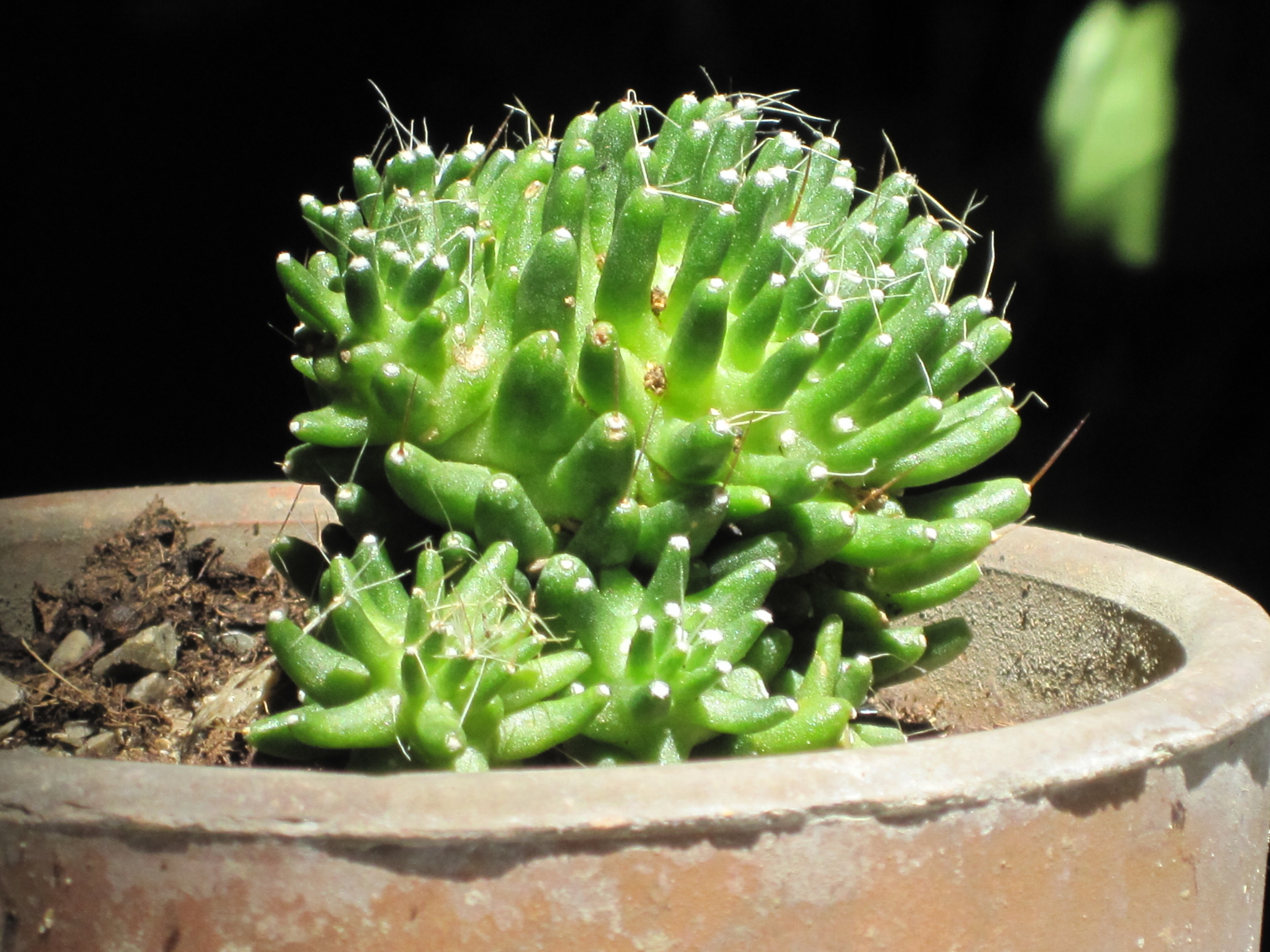
Mammillaria painteri
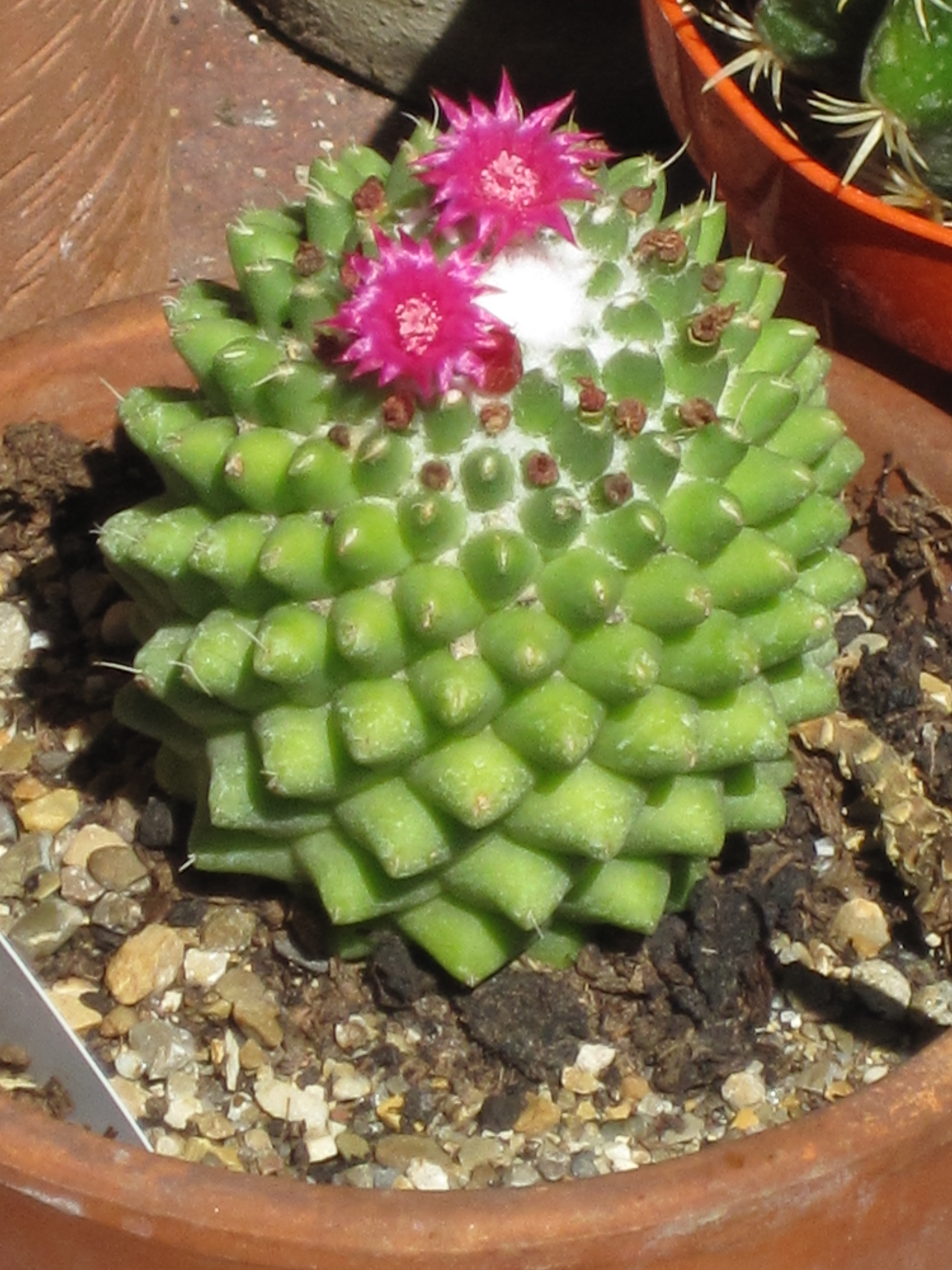
Mammillaria magnimamma toluca
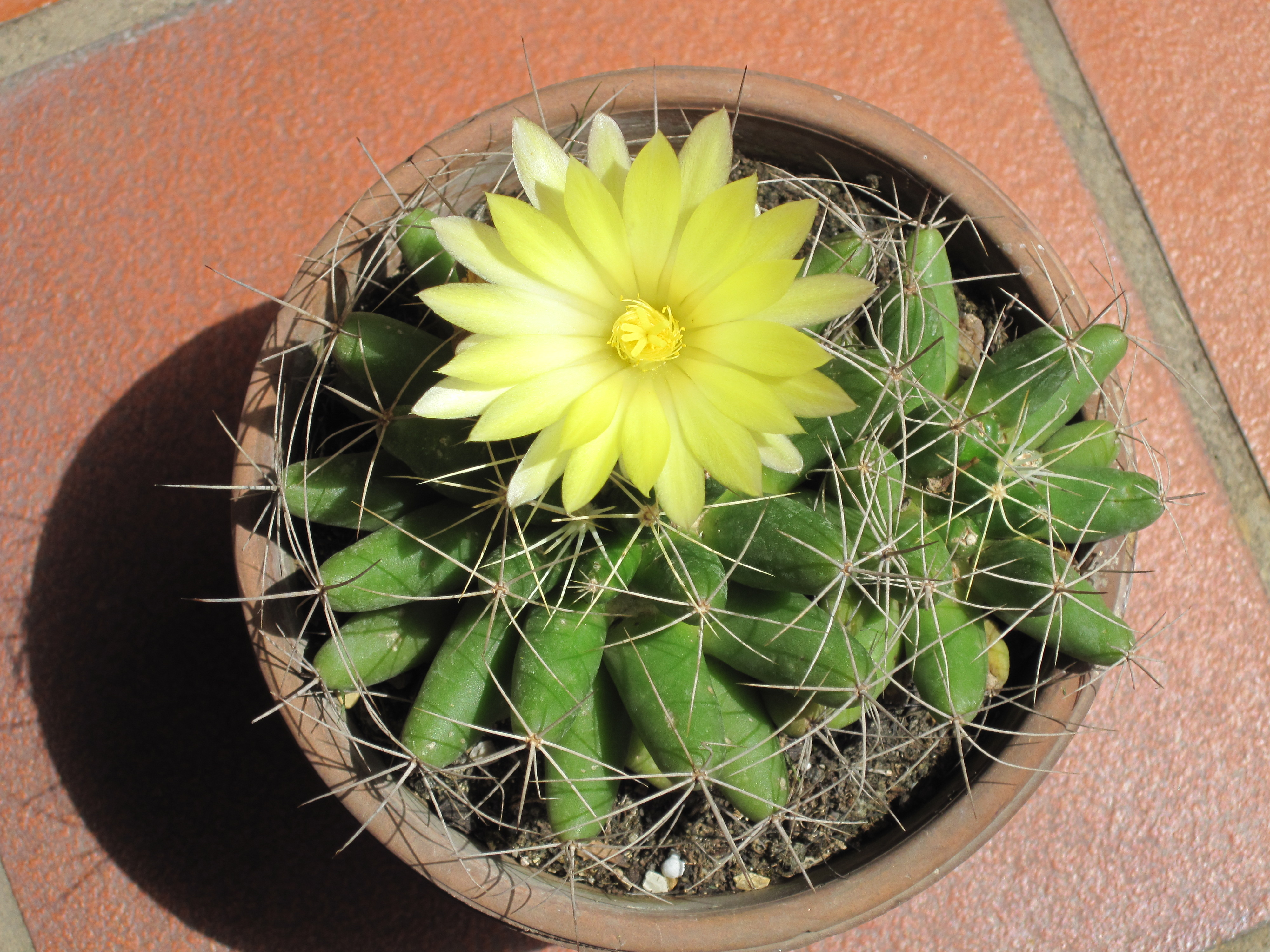
mammillaria longimamma
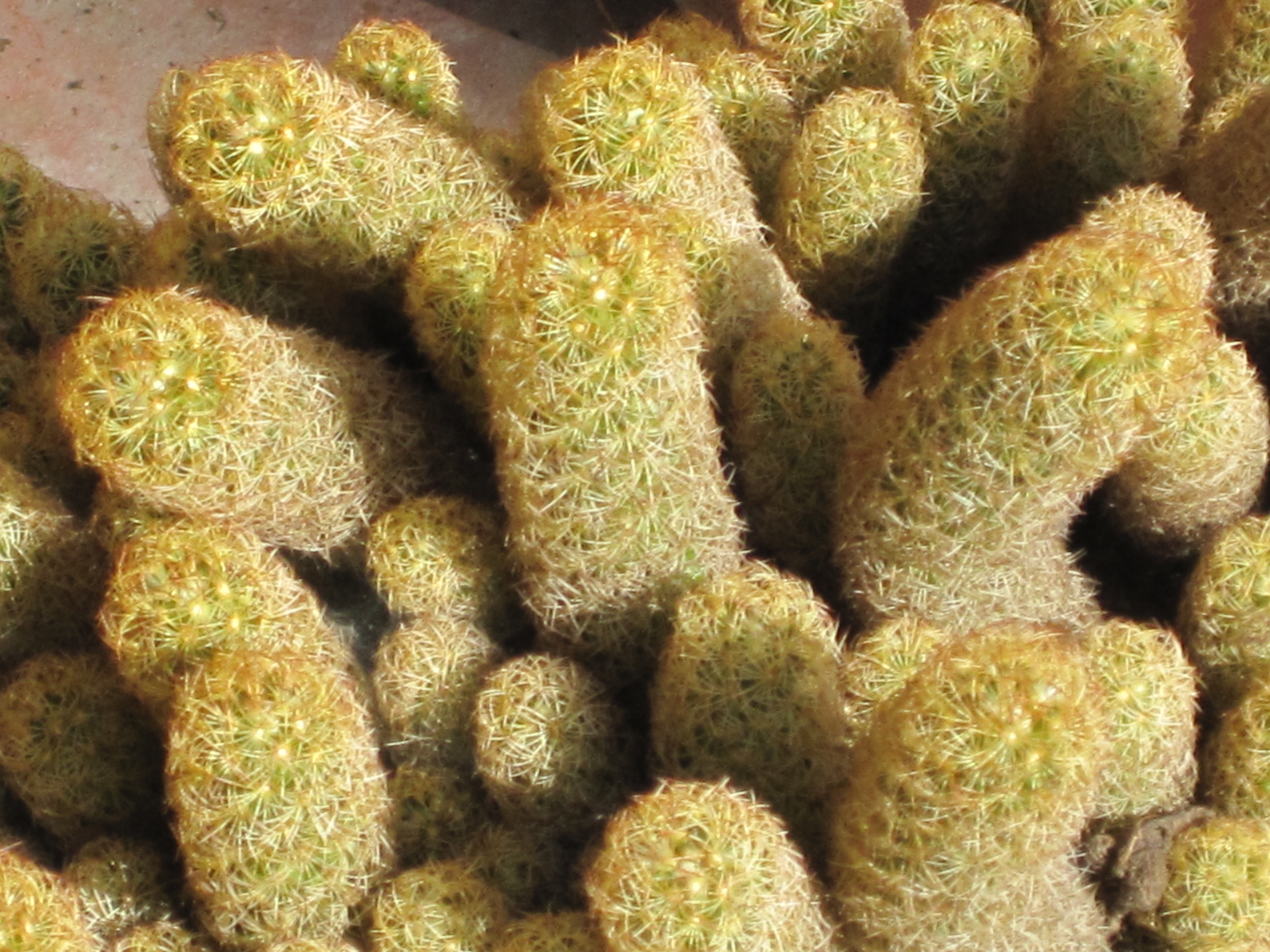
Mammillaria elongata
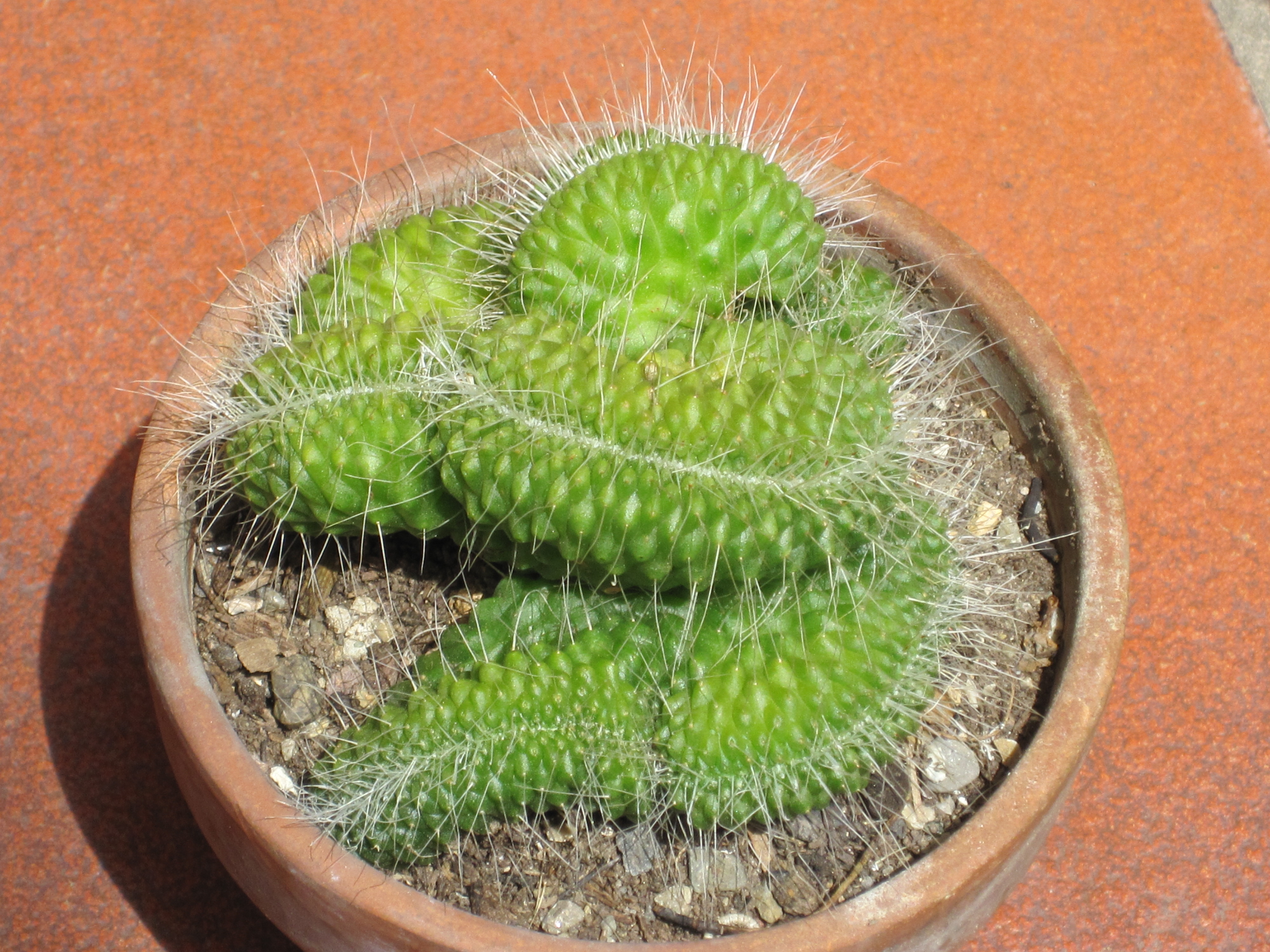
Mammillaria spinosissima cv. un pico - crestata
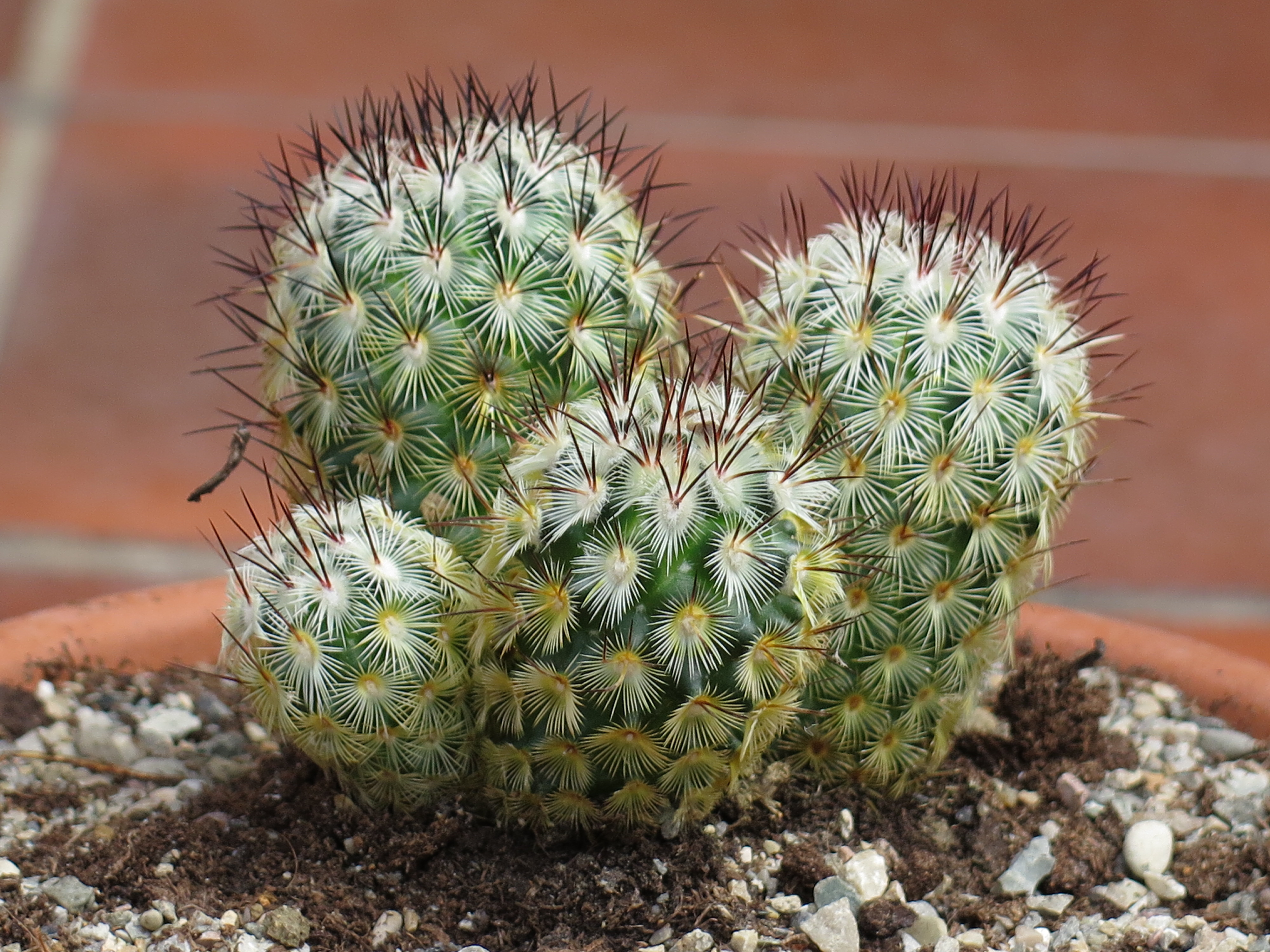
Mammillaria microhelia
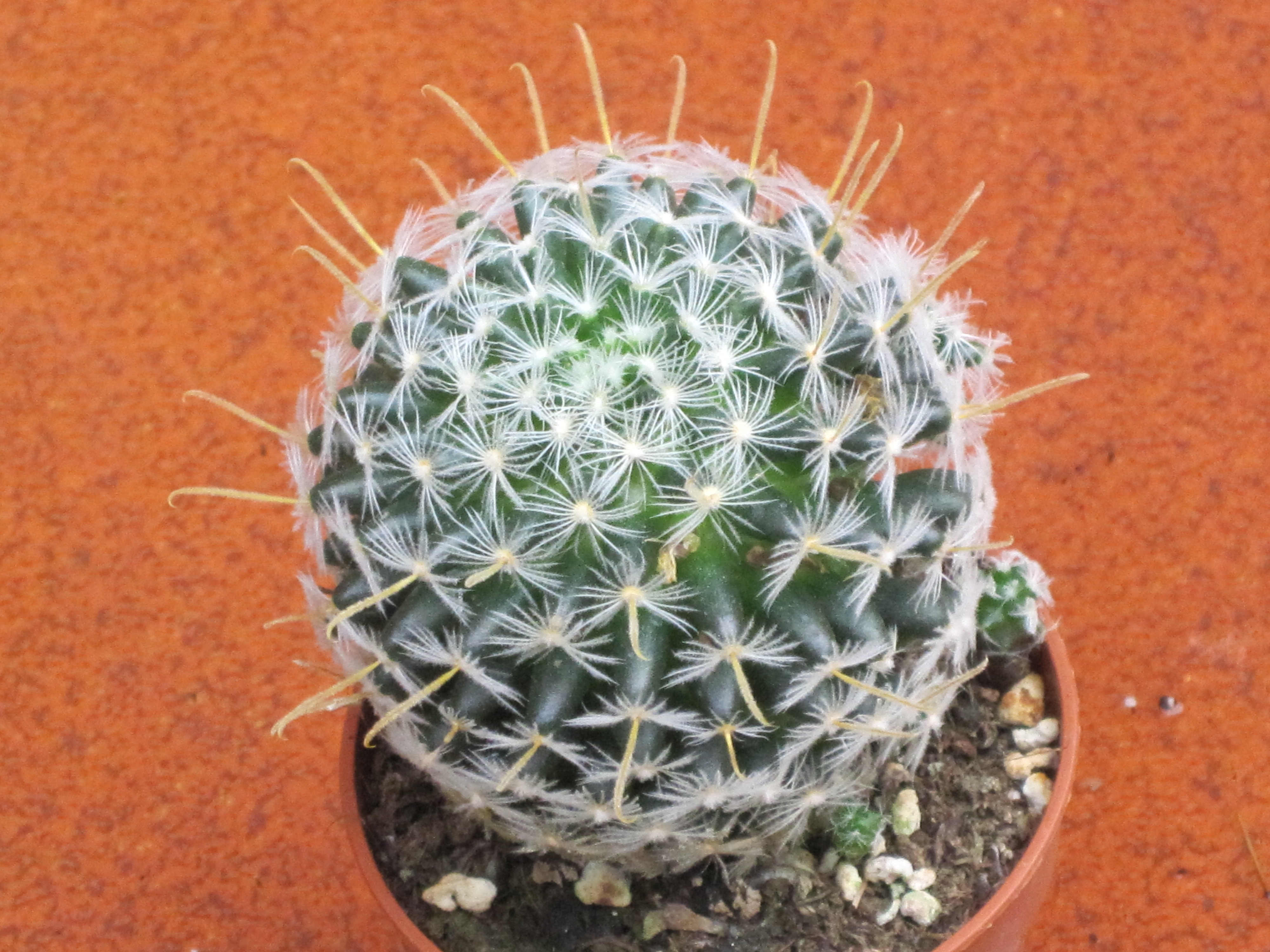
Mammillaria duwei
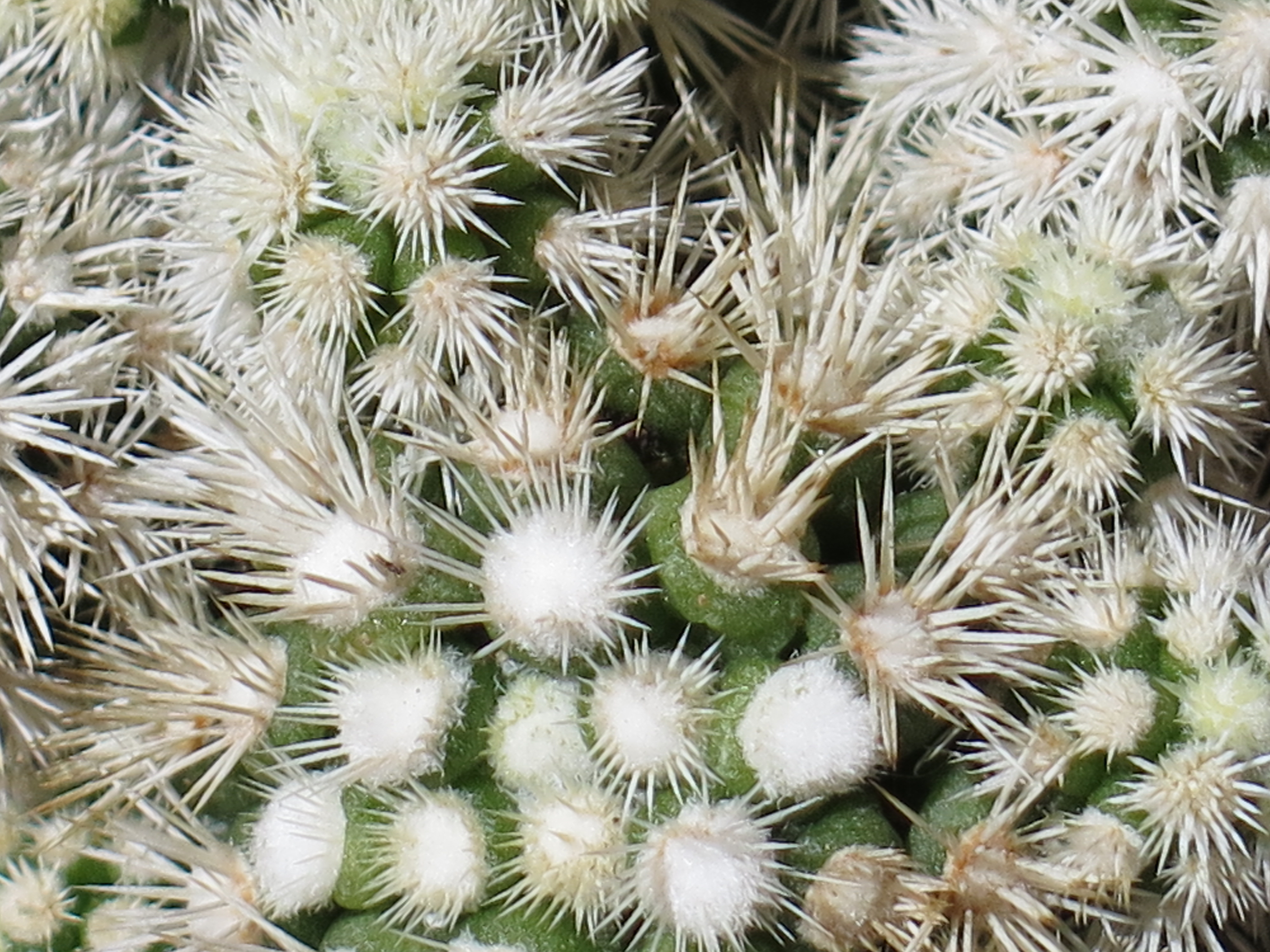
Mammillaria vetula ssp. gracilis cv. Arizona Snowcap
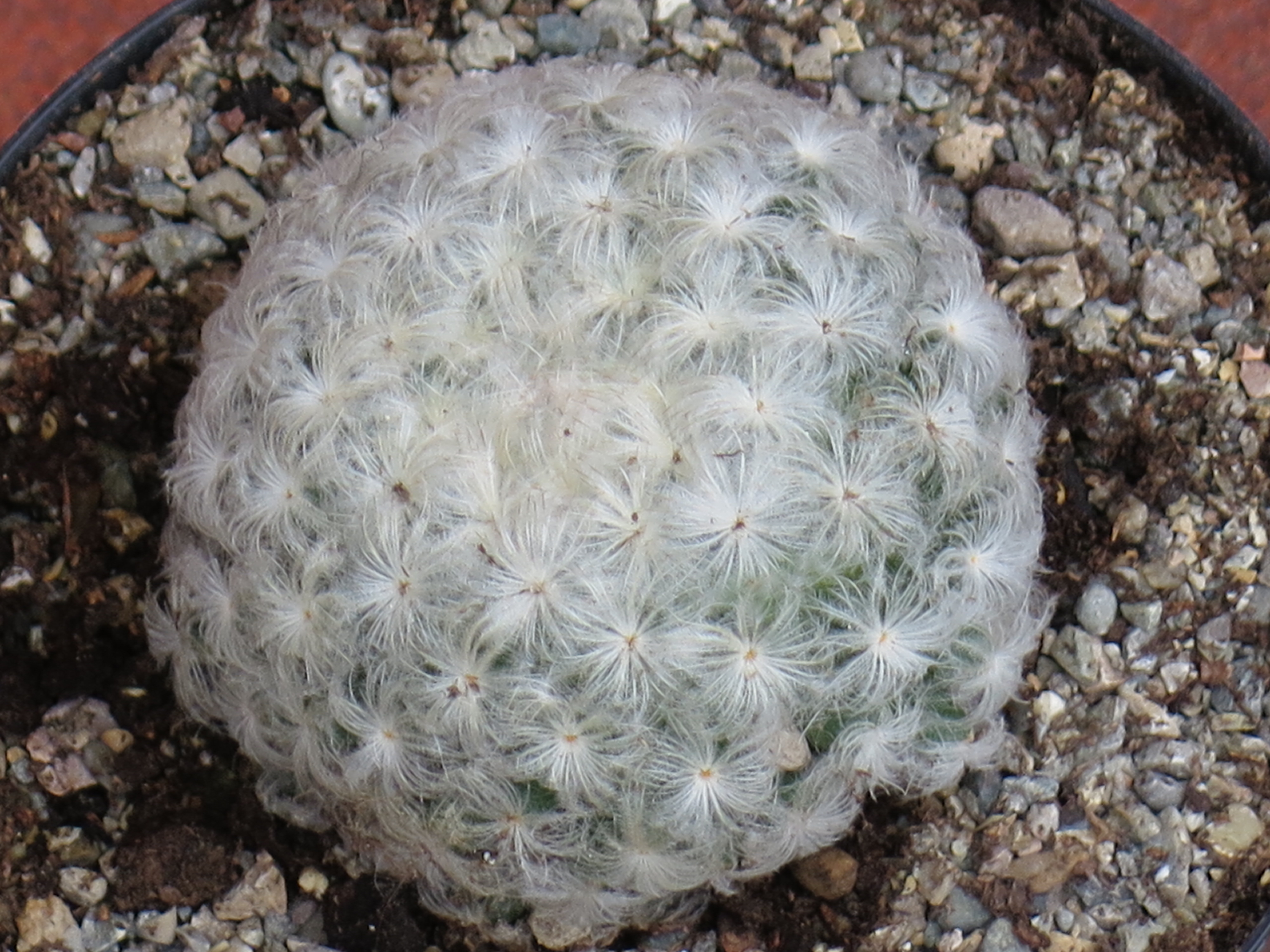
Mammillaria plumosa
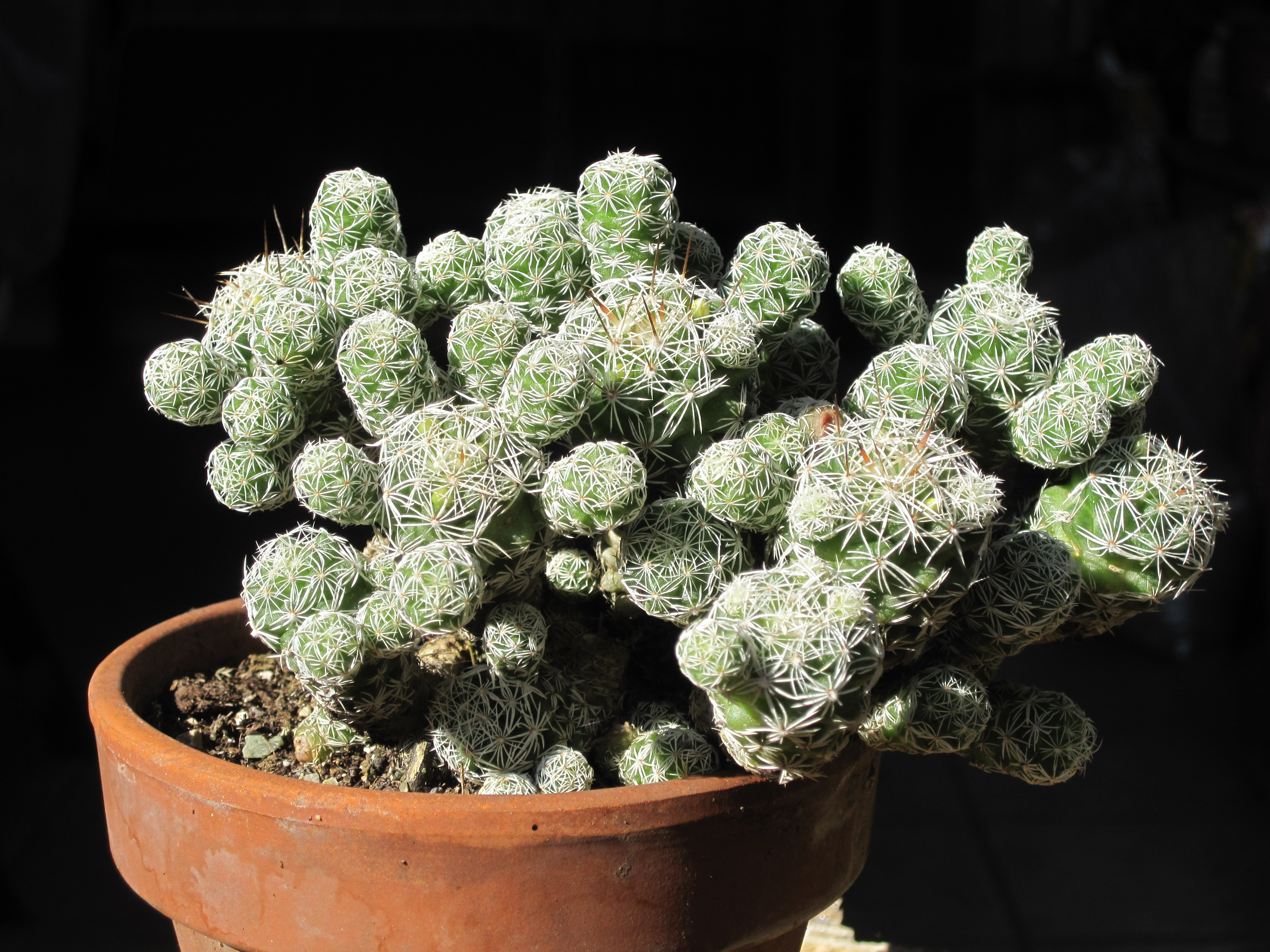
Mammillaria vetula sub. gracils
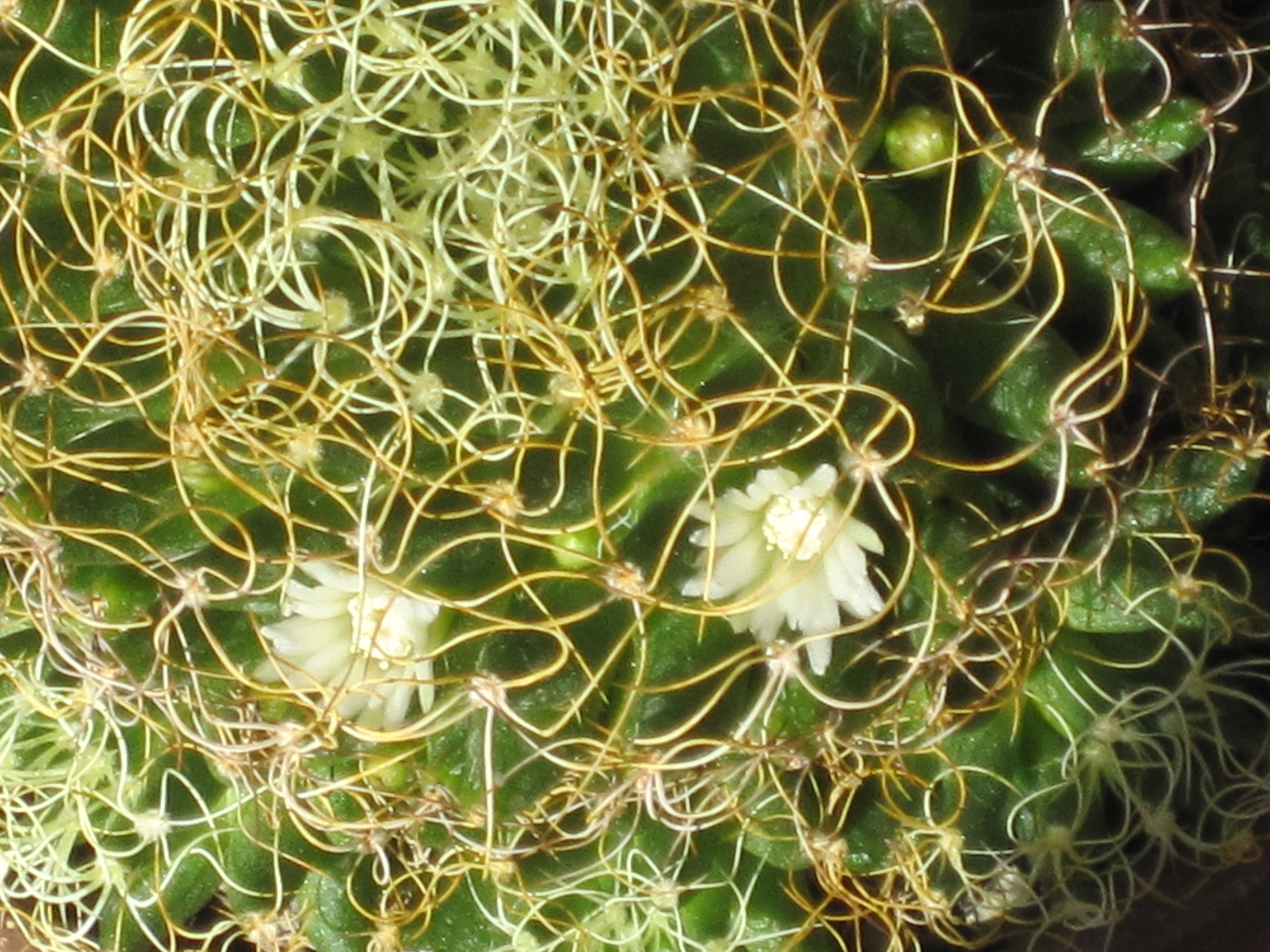
Mammillaria camptotricha var. crispata
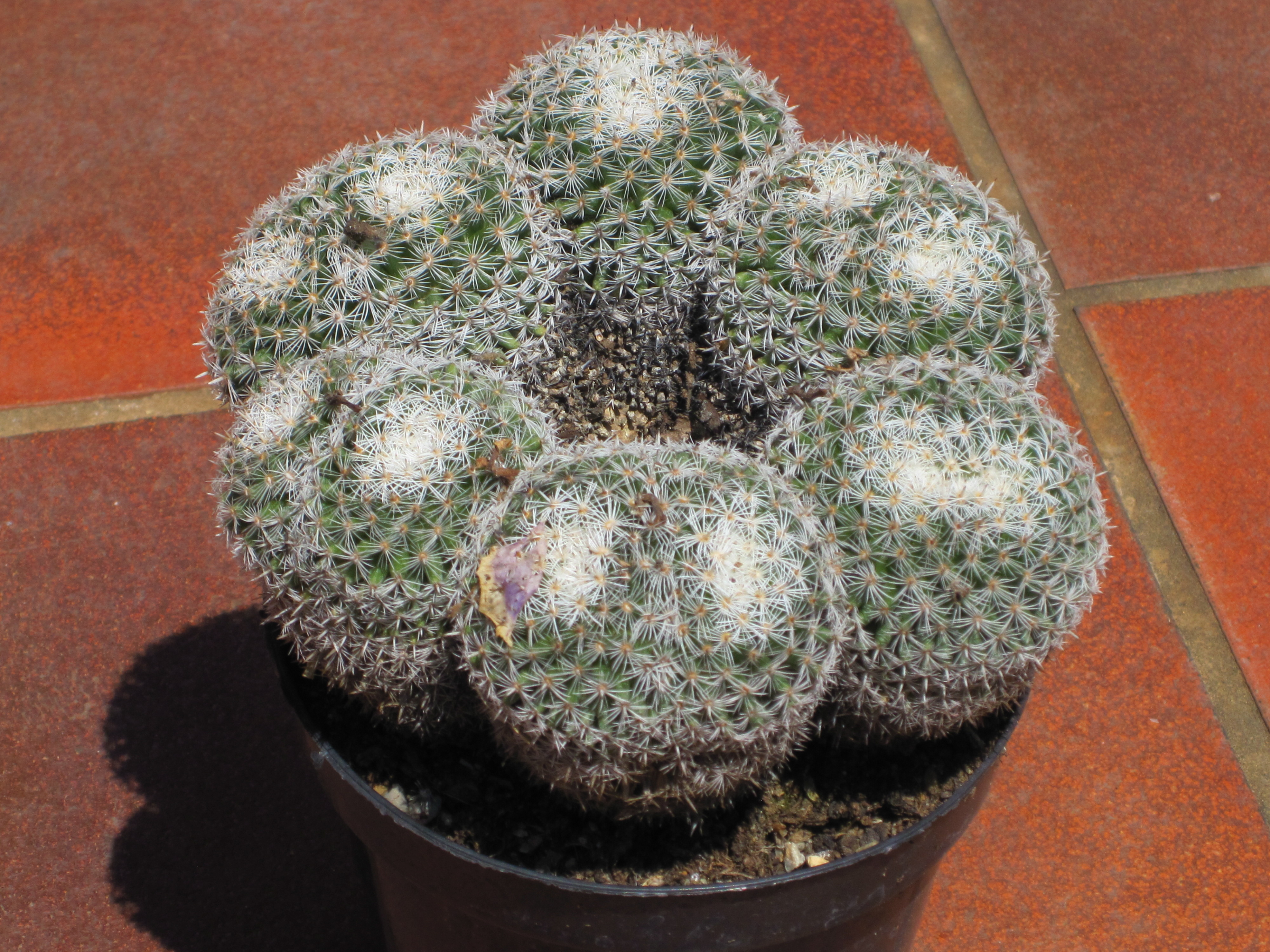
Mammillaria perbella
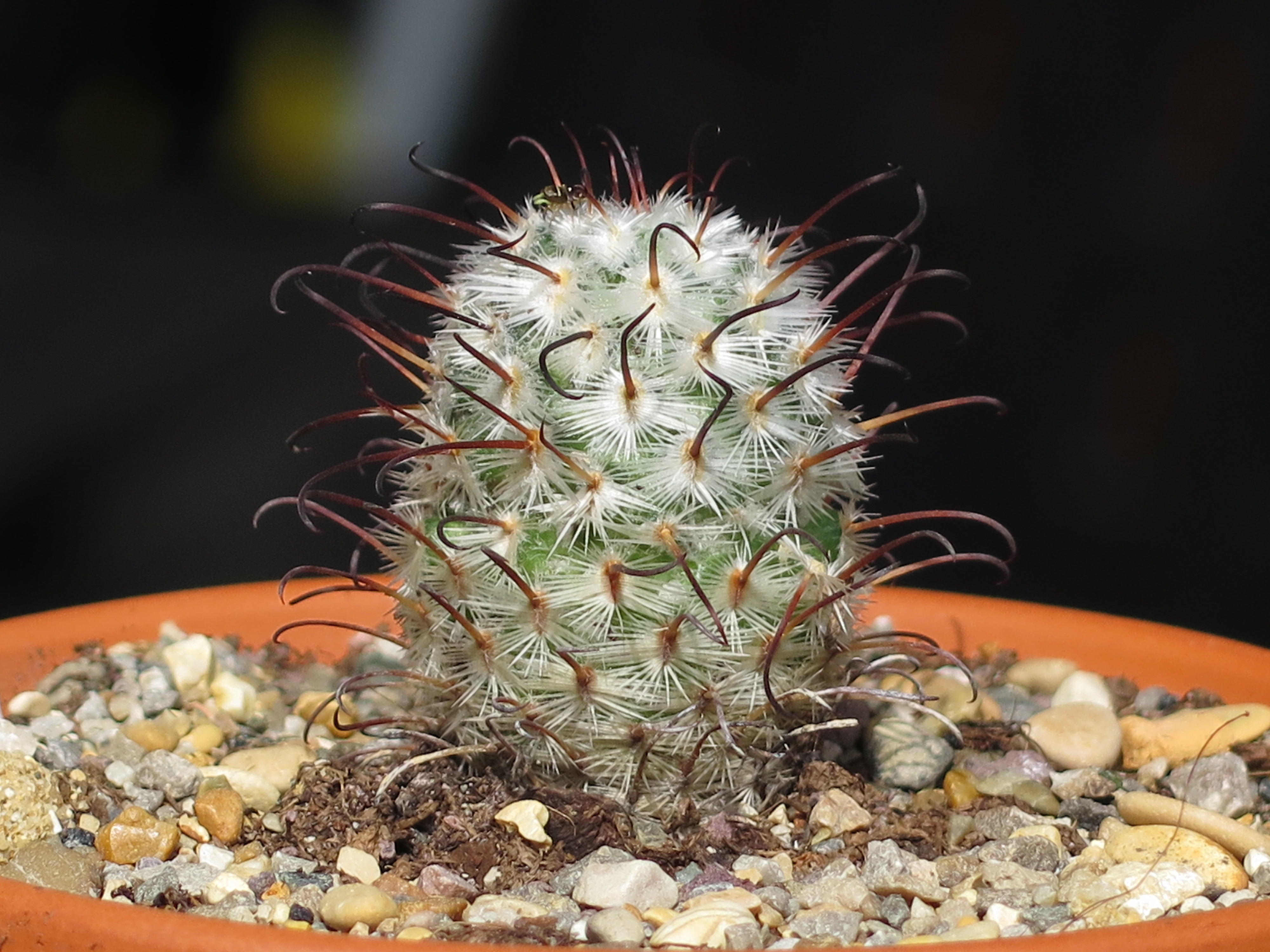
Mammillaria perezdelarosae
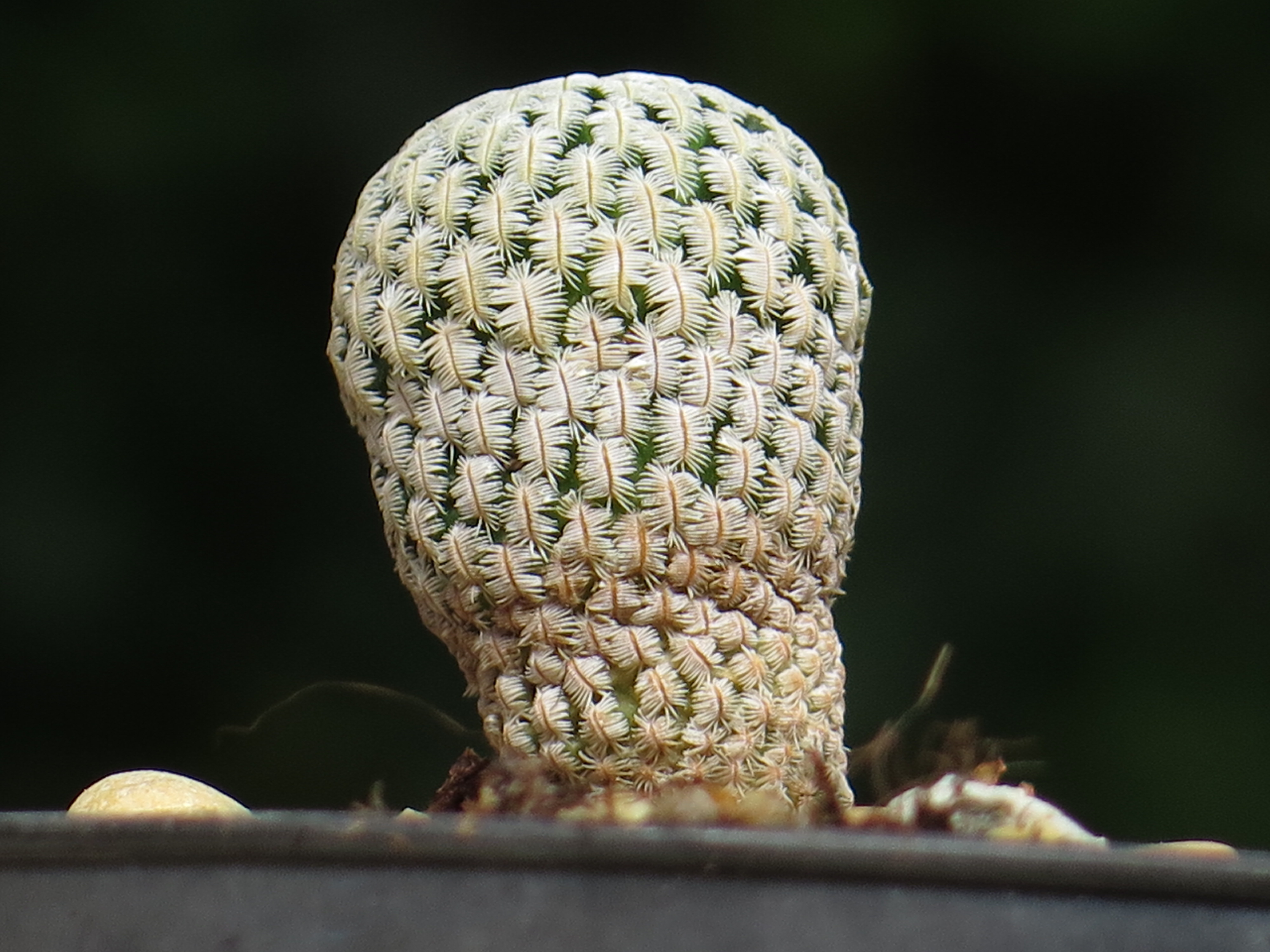
Mammillaria pectinifera
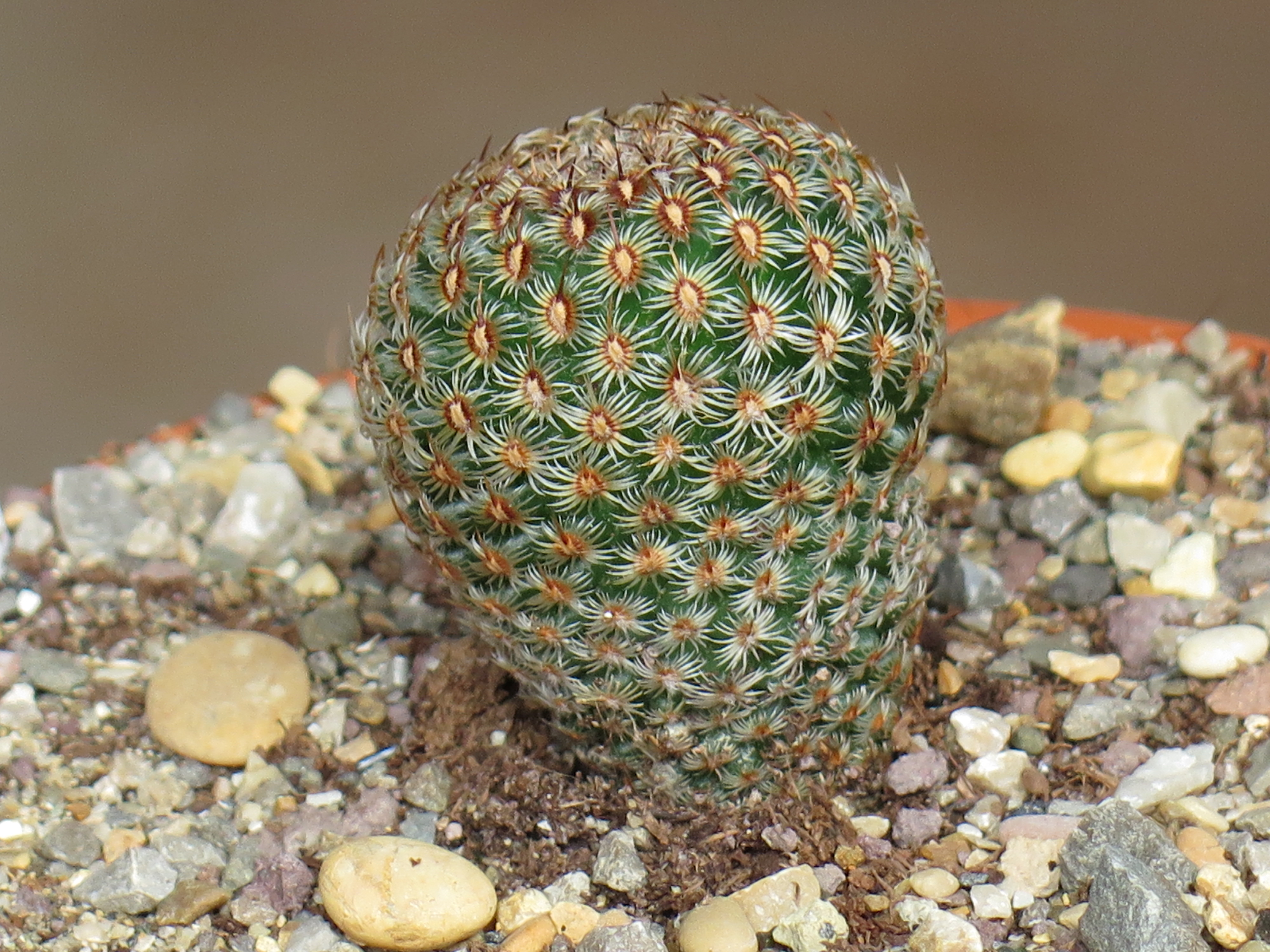
Mammillaria huitzilopochtu L066
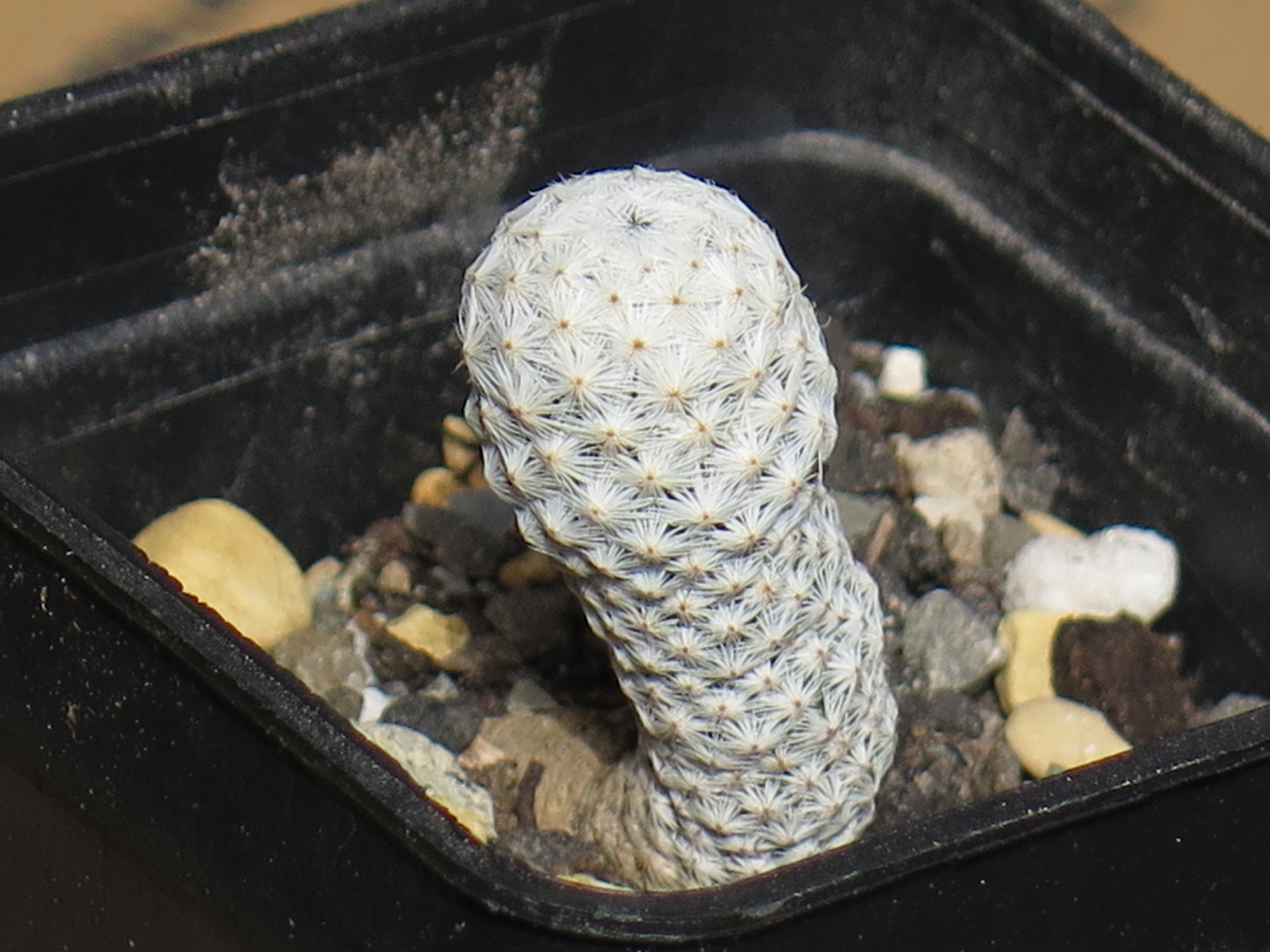
Mammillaria herreae v. albiflora
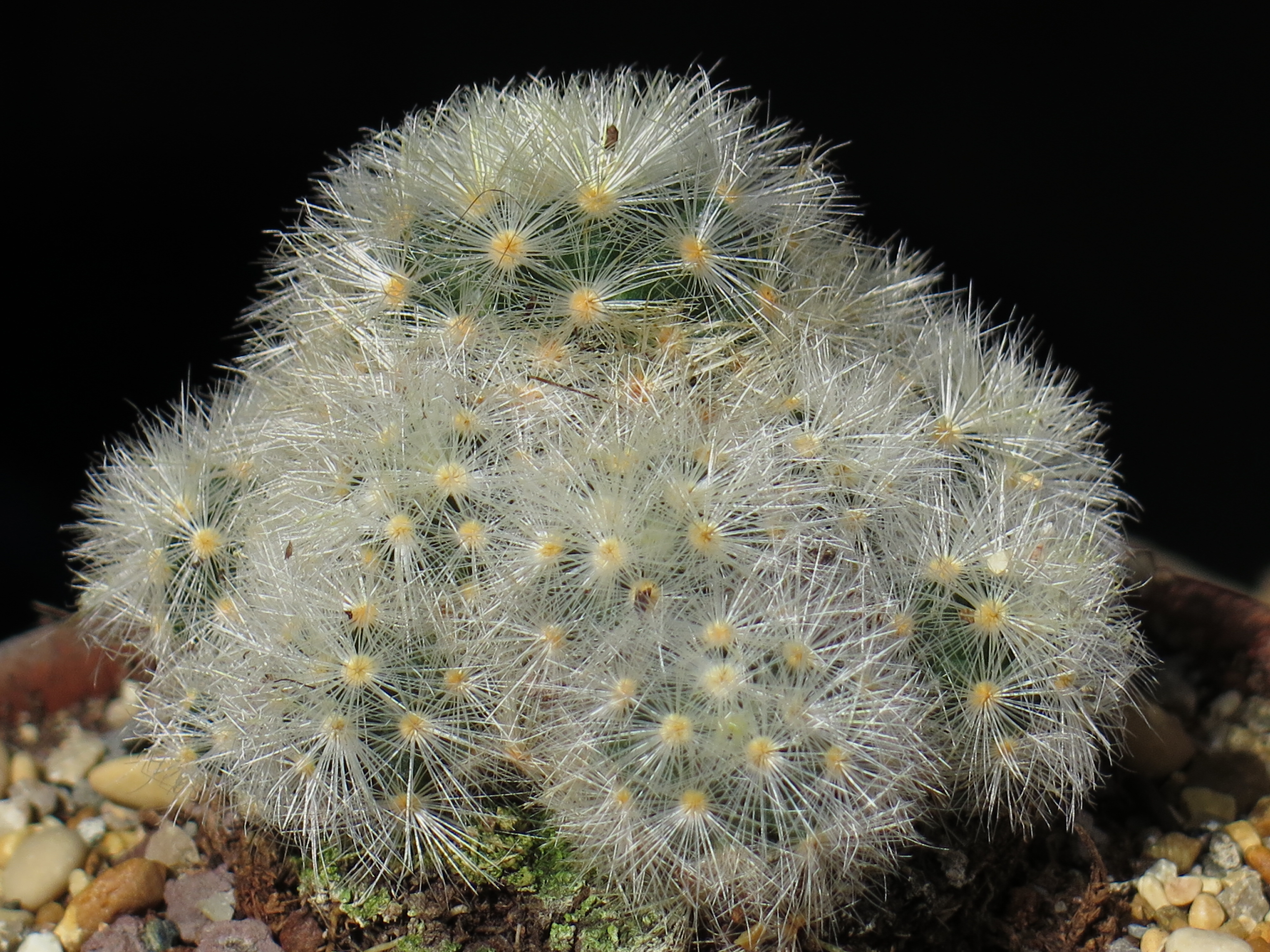
Mammillaria carmenae
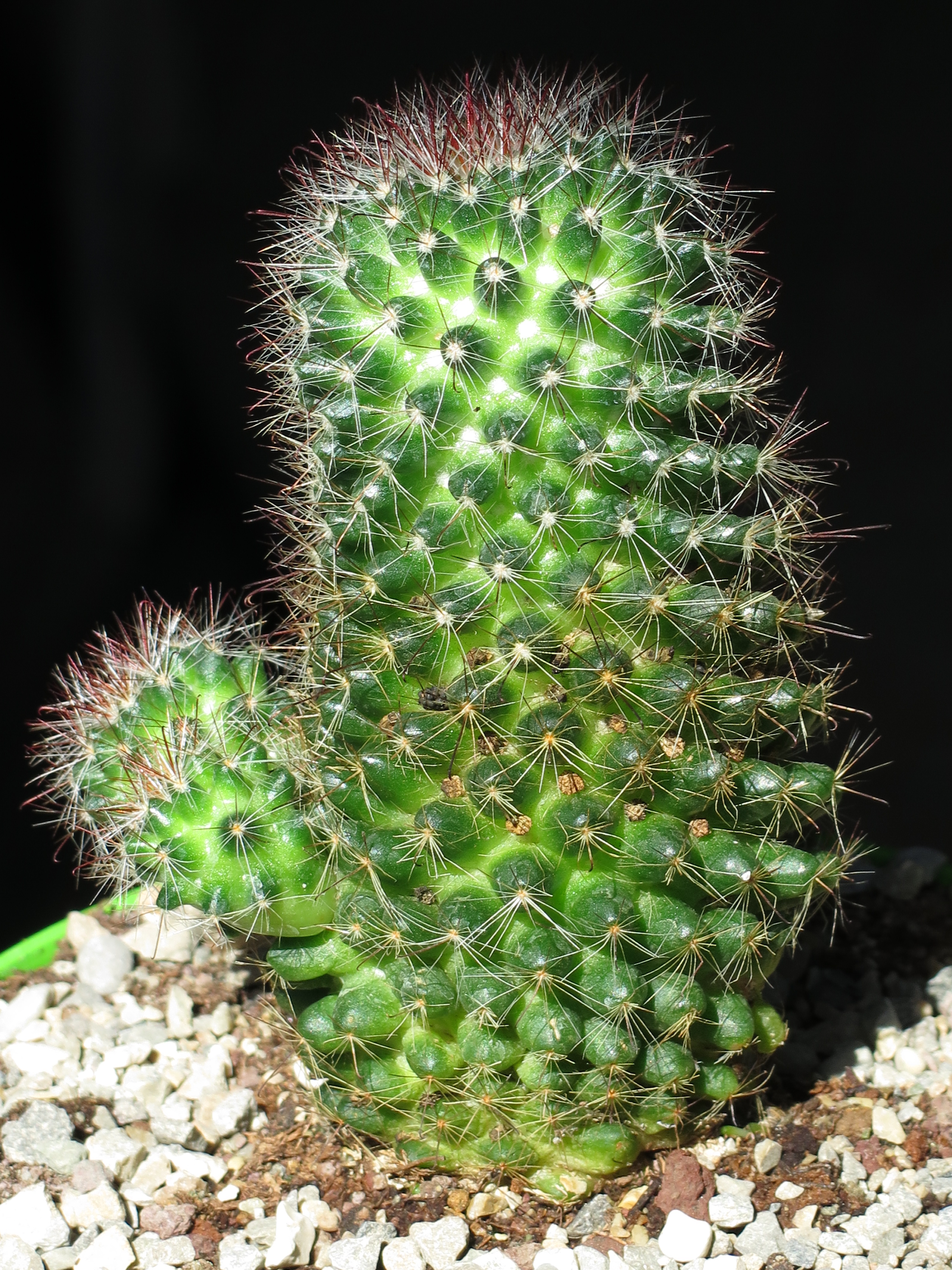
Mammillaria zeilmanniana